# 玉置浩伸
玉置 浩伸（たまき ひろのぶ）は日本の実業家。ゴルフダイジェスト・オンライン共同創業者。九州大学客員教授。

## 略歴
ラ・サール高等学校、東京大学教養学部卒業、ハーバード・ビジネス・スクール経営学修士、早稲田大学博士後期課程修了。博士（商学）。三井物産、AOLジャパン代表取締役。ゴルフダイジェスト・オンライン共同創業者、取締役兼COO（2004年に東証マザーズ上場）を経て、シリコンバレーにてSatura Cakesを創業。2010年同社売却。2007年よりアブラハム・グループ・ホールディングス社外取締役を務めた後、2012年に辞任。その他、留学斡旋を手掛けるブルード、個室ジムを展開するハコジムなど、ベンチャーの社外取締役も務める。九州大学客員教授、青森大学客員教授、県立広島大学経営管理研究科専攻長・教授、慶應義塾大学経営管理研究科講師、国際教養大学講師などを歴任。その他、スタンフォード大学、東京大学、一橋大学、メルボルン大学、復旦大学、浙江大学など、招聘講義多数。2014年、日本ベンチャー学会清成忠男賞論文部門（本賞）受賞。
著書に『志は起業を呼ぶ』（ファーストプレス）、『これが若きビジネスエリート仕事の現場だ』（中経出版、共著）、『MBA式会社のつくり方』（PHP出版、共著）、『アントレプレナーシップ教科書』（中央経済社、共著）。